# Reloj

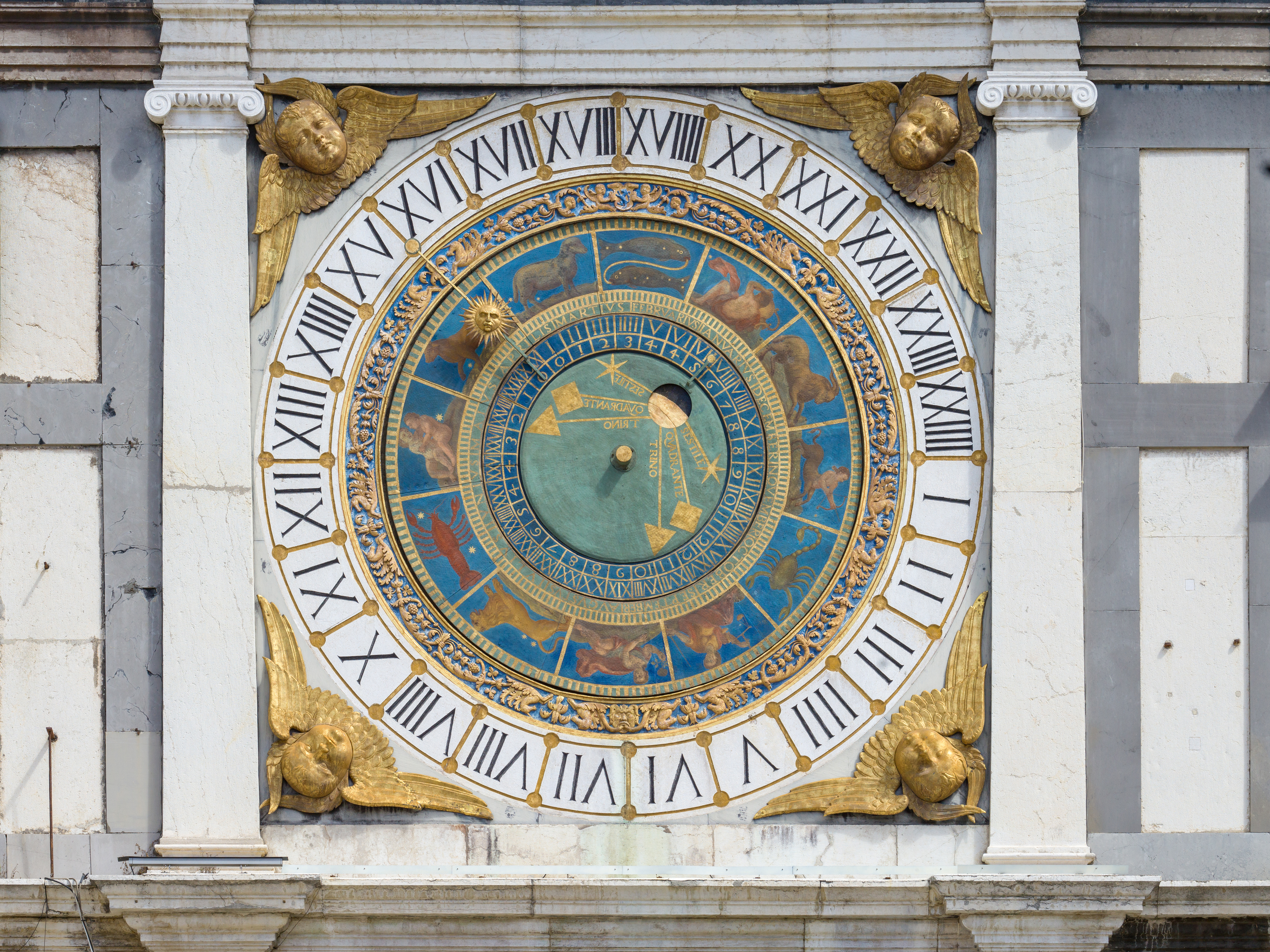
Reloj de la Torre Dell'Orologio en la Plaza Loggia, Brescia, Italia.

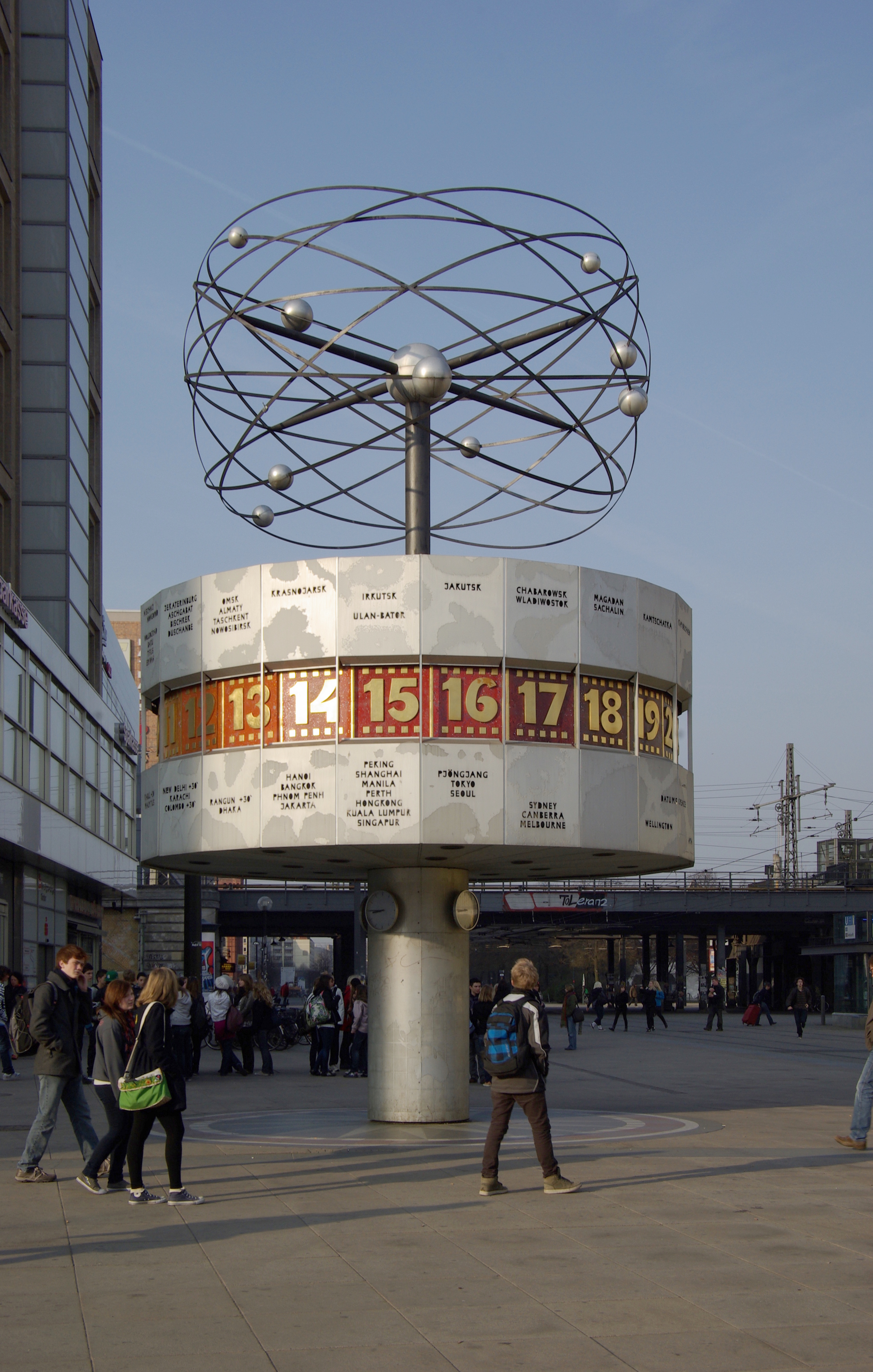
Reloj mundial en Alexanderplatz, Berlín, Alemania.

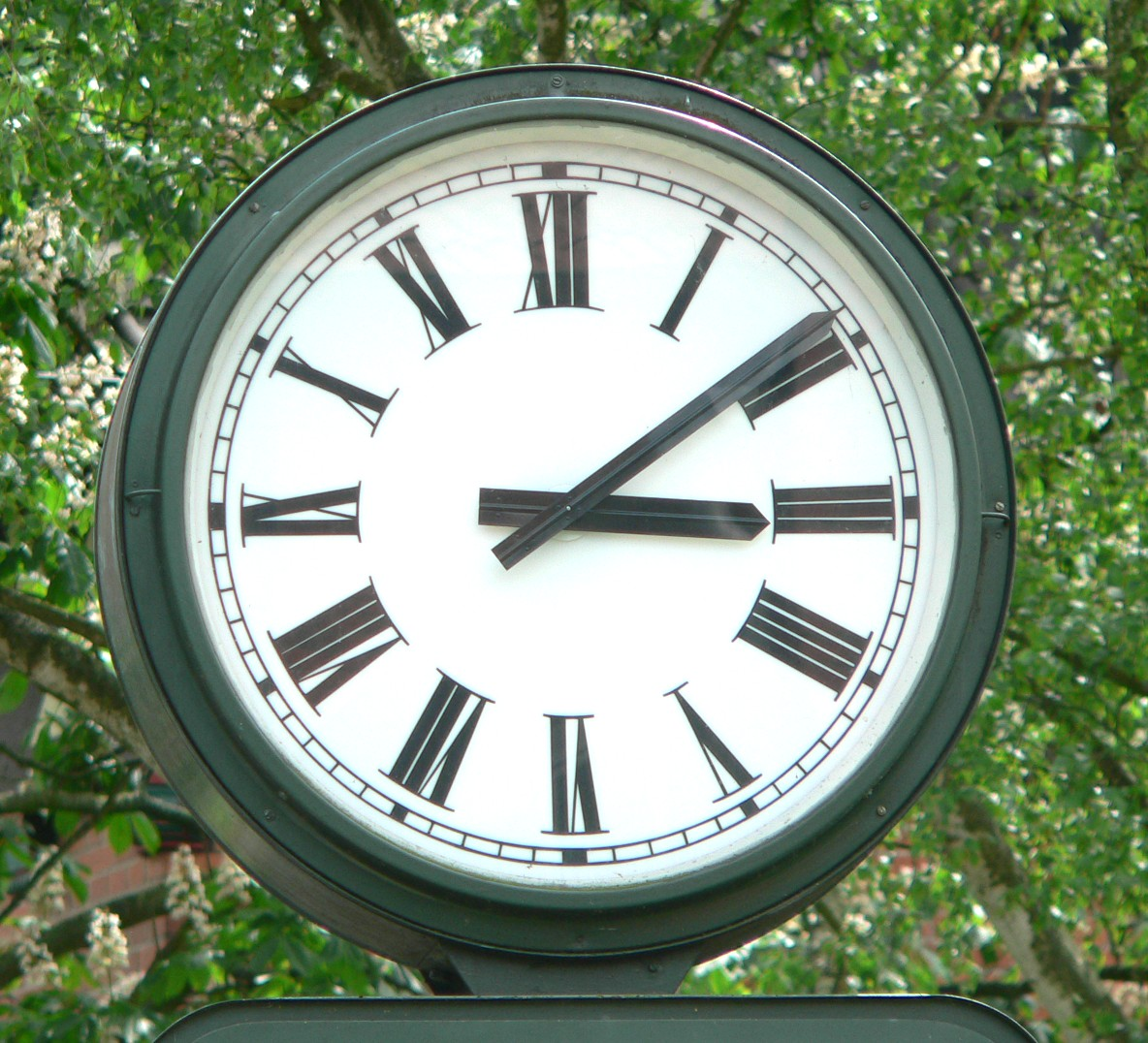
Reloj con números romanos.

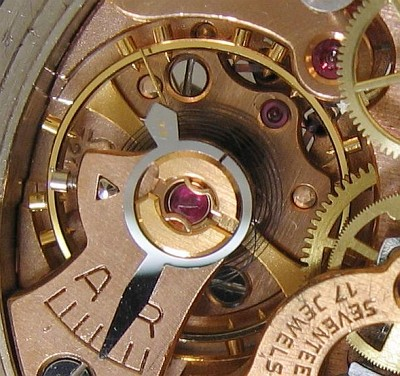
El mecanismo interior de un reloj mecánico es una máquina de precisión de suma complejidad.

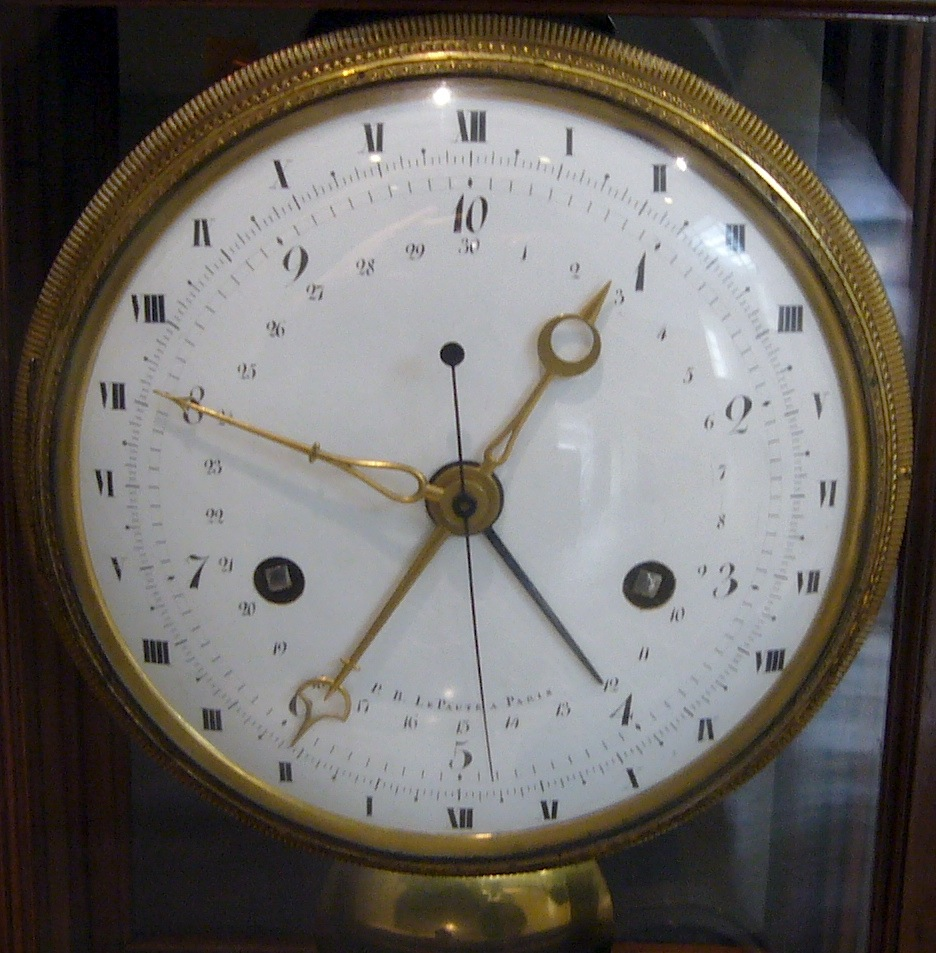
Antiguo reloj francés que mide el tiempo en unidades métricas.

Se denomina reloj al instrumento capaz de medir, mantener e indicar el tiempo en unidades convencionales (horas, minutos o segundos). Fundamentalmente permite conocer la hora actual, aunque puede tener otras funciones, como medir la duración de un suceso o activar una señal a una hora específica.
Los relojes se utilizan desde la antigüedad y a medida que ha ido evolucionando la tecnología de su fabricación han ido apareciendo nuevos modelos con mayor precisión, mejores prestaciones y presentación y menor coste de fabricación. Es uno de los instrumentos más populares, ya que prácticamente muchas personas disponen de uno o varios relojes, de manera que en muchos hogares puede haber varios, muchos electrodomésticos los incorporan en forma de relojes digitales y en cada computadora hay un reloj.
El reloj, además de su función práctica, se ha convertido en un objeto de joyería, símbolo de distinción y valoración.
La mayor precisión conseguida hasta ahora es la del último reloj atómico desarrollado por la Oficina Nacional de Normalización (NIST) de los Estados Unidos, el NIST-F1, puesto en marcha en 1999, es tan exacto que tiene un margen de error de solo un segundo cada 45 millones de años.

## Historia
En la antigüedad se conocieron varios tipos de relojes. Vitruvio habla del reloj de agua o clepsidra, el de aire, el de sol y de otros tipos que nos son desconocidos.
Los egipcios medían con el gnomon los movimientos del Sol. De igual medio se valían los astrónomo para sus observaciones. Las clepsidras y los relojes de sol fueron inventados en Egipto en tiempos de los Ptolomeos; las clepsidras fueron después perfeccionadas por Escipión Nasica o según otros por Ctesibio (los oradores romanos medían con ellas la duración de sus discursos).
Se cree que los grandes relojes de pesas y ruedas fueron inventados en Occidente por el monje benedictino Gerberto (papa, con el nombre de Silvestre II, hacia finales del siglo X) aunque ya con alguna anterioridad se conocían en el Imperio bizantino.
Dante, en La divina comedia, canto X de El paraíso, antes del año 1321, cuenta acerca de relojes mecánicos con función de alarma, «cuyas ruedas mueven unas a otras, y apresuran a la que va delante hasta que se oye tin tin con notas tan dulces», como algo normal.
Según otras fuentes, el primer reloj de que habla la historia construido sobre principios de mecánica es el de Richard de Wallingford, abad de San Albano, que vivió en Inglaterra hacia 1367, pues al parecer la invención de Gerberto (después Silvestre II) no era más que un reloj de sol. El segundo es el que Santiago Dondis mandó construir en Padua hacia 1344 y en el cual según refieren se veía el curso del sol y de los planetas. El tercero fue el que había en el Louvre de París, mandado traer de Alemania por el rey Carlos V de Francia. El antepasado directo de estos instrumentos podría ser el complejo mecanismo de Anticitera, datado entre 150 a. C. y 100 a. C.

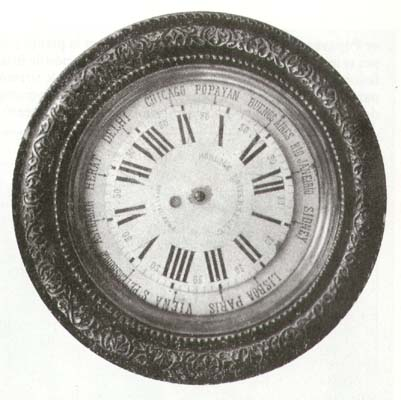
Reloj de la hora universal, inventado por Carlos Albán.

En España la noticia más antigua de la instalación de un reloj de torre data de 1378, cuando se recogen en un documento las condiciones establecidas entre el cabildo de la catedral de Valencia y Juan Alemany, maestro de relojes procedente de Alemania, para realizar un reloj de esfera grande para ubicarlo en un antiguo campanario. Dentro de los relojes mecánicos considerados los más antiguos del país se localiza el reloj «seny de les hores» que fue instalado en la catedral de Barcelona en 1393; el del campanario de la iglesia de San Miguel de la villa de Cuéllar (Segovia) que fue arreglado en el año 1395 y otro en la catedral de Sevilla en 1396, cuya inauguración tuvo lugar el 22 de julio de 1400 en presencia del rey Enrique III de Castilla.

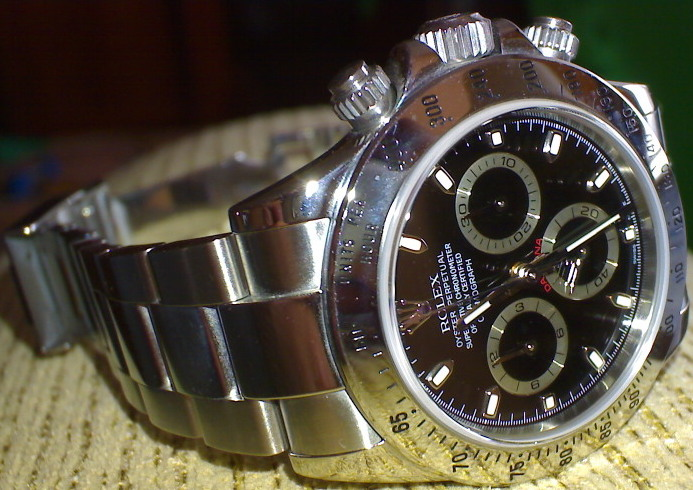
Rolex Daytona (ref. 116520), con cronógrafo.

El primero que imaginó construir relojes de bolsillo fue Pedro Bell de Núremberg; su aspecto les valió el nombre de «huevos de Núremberg». En 1647 Christiaan Huygens aplicó a los relojes de torre o de pared el péndulo, cuyo descubrimiento se debe a Galileo. El mismo físico aplicó en 1665 el muelle de espiral a los relojes de bolsillo. En 1647 el ginebrino Gruet, residente en Londres, aplicó al reloj la cadenilla de acero que sirve para transmitir el movimiento del tambor al cono, sustituyendo a las cuerdas de vihuela empleadas hasta entonces. Dos años después se inventaron los relojes de repetición.
Hay una gran variedad de tipos diferentes de relojes. Actualmente los relojes personales son en su mayoría mecánicos y electrónicos, ya sean analógicos o digitales, funcionan con una pequeña pila eléctrica que mediante impulsos hace girar las agujas (relojes analógicos) o marca los números (relojes digitales).
Existen gran cantidad de relojes mecánicos para uso personal (de pulsera o de bolsillo) o general (relojes de pared y antesala). 
Los relojes mecánicos se estiman y valoran más que los electrónicos a pesar de su menor exactitud y mayor precio; ya que son considerados por los expertos como obras de arte mecánicas.
Hoy en día existen una gran cantidad de compañías relojeras, fabricantes de relojes mecánicos, tanto personales como fijos, países como Alemania, Suiza, Japón, China, Reino Unido, Estados Unidos y Rusia, albergan importantes compañías del sector.
En el formato analógico existe una escala fija y dos agujas que giran a velocidad constante; la aguja más corta y ancha indica las horas, y tarda doce horas en completar una vuelta completa, la aguja más delgada y larga, el minutero, indica los minutos y tarda una hora en completar una vuelta completa a la esfera del reloj. Puede existir una tercera aguja en el mismo eje o con un eje distinto que señala los segundos y tarda un minuto en dar una vuelta completa.

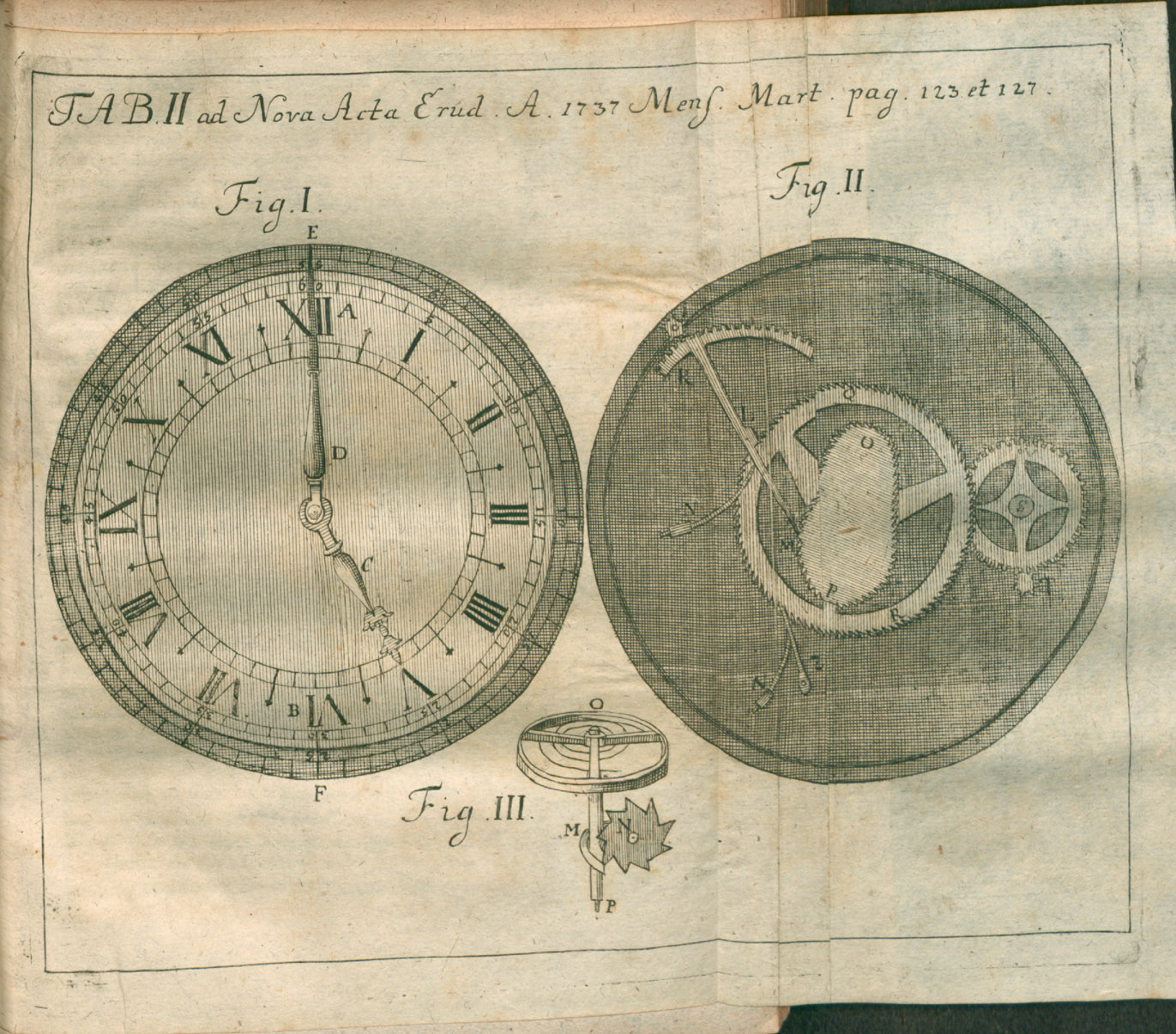
Ilustración de un reloj desde Acta Eruditorum, 1737.

En los relojes digitales hay dos grupos de dos dígitos cada uno, separados por el signo de dos puntos (:), los dos primeros indican la hora en formato de 24 horas de 0 a 23 o en formato de 12 horas de 1 a 12; el segundo grupo de dígitos indica los minutos en un rango de 0 a 59, en algunos casos puede existir un tercer grupo de dos dígitos que indica los segundos en un rango de 0 a 59 segundos.

## Tipos de relojes

### Relojes de sol

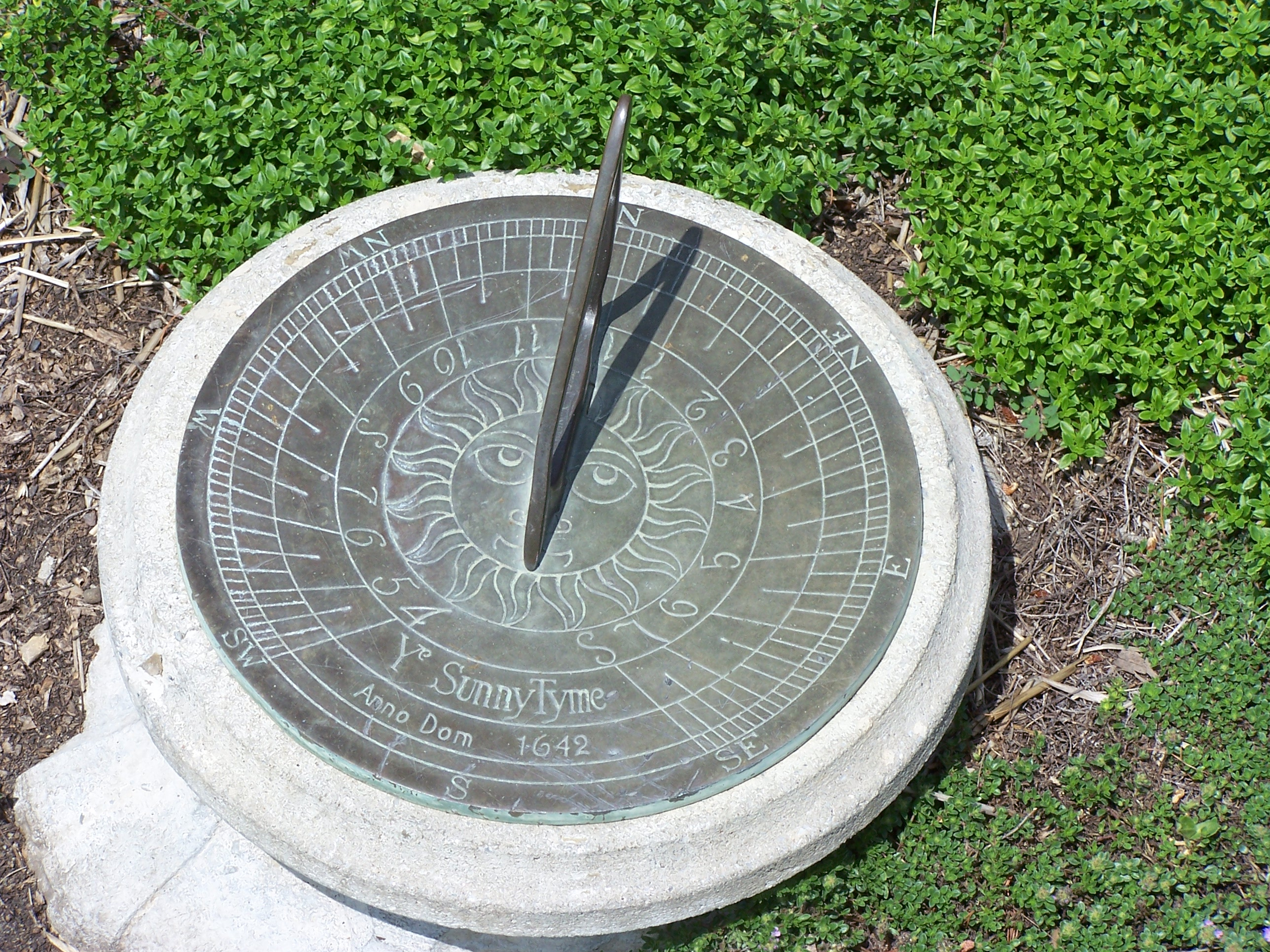
Reloj de sol simple con tablero horizontal.

La posición aparente del Sol en el cielo se mueve a lo largo de cada día, reflejando la rotación de la Tierra. Las sombras proyectadas por objetos estacionarios se mueven en consecuencia, por lo que sus posiciones se pueden usar para indicar la hora del día. Un reloj de sol muestra la hora mostrando la posición de una sombra en una superficie (generalmente) plana, que tiene marcas que corresponden a las horas.. Los relojes de sol pueden ser horizontales, verticales o en otras orientaciones. Los relojes de sol se utilizaron ampliamente en la antigüedad. Con el conocimiento de la latitud, un reloj de sol bien construido puede medir la hora solar local.con una precisión razonable, en uno o dos minutos. Los relojes de sol continuaron utilizándose para monitorear el desempeño de los relojes hasta la década de 1830, con el uso del telégrafo y el tren para estandarizar el tiempo y las zonas horarias entre las ciudades.

### Relojes de pulsera

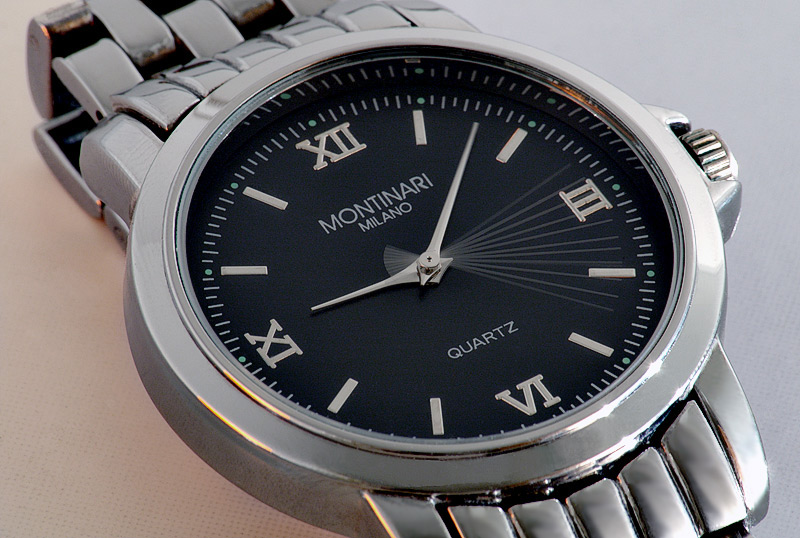
Reloj de muñeca de cuarzo.

Al principio sólo los llevaban las mujeres, hasta la Primera Guerra Mundial (1914-1918), en que se hicieron populares entre los hombres de las trincheras.
Los relojes de pulsera tienen dos correas ajustables que se colocan en alguna de las muñecas para su lectura. Son de tipo analógico o digital. Aunque la carátula de la mayoría de ellos es generalmente redonda, también existen de carátula cuadrada, hexagonal e incluso pentagonal.
En los relojes analógicos (de variable continua) la hora se indica en la carátula mediante dos o tres manecillas: una corta para la hora, una larga para los minutos y, opcionalmente, una tercera manecilla también larga que marca los segundos. En los relojes digitales (de variable discreta) se lee la hora directamente en números sobre la pantalla. También existen relojes mixtos, es decir, analógicos y digitales en la misma carátula.
Los relojes calendario son relojes mecánicos o digitales que marcan el año en vigor, el mes, el día de la semana, la hora, los minutos y los segundos.

### Cronógrafo
Un cronógrafo es una función del reloj que permite contabilizar tiempos cortos a demanda. Aunque siempre se le confunde con un cronómetro, son cosas distintas. Un reloj puede ser certificado como cronógrafo si incluye la función, pero un cronógrafo no puede ser considerado cronómetro. Son analógicos, presentando en general dos pequeñas esferas adicionales (una para las horas y otra para los minutos) que se suman a la esfera central con la aguja que indica los segundos. Entre las tres, indican el número de revoluciones de la aguja central. Usualmente al menos una de las agujas puede ser detenida y reiniciada. Permite medir velocidades, y antiguamente los médicos lo utilizaban para controlar el pulso del paciente.

### Cronómetro
El cronómetro es un reloj cuya precisión ha sido comprobada y certificada por algún instituto o centro de control de precisión. La palabra cronómetro es un neologismo de etimología griega: Χρόνος Cronos es el Titán del tiempo, μετρον -metron es hoy un sufijo que significa aparato para medir.
Con normalidad se suele confundir los términos cronómetro y cronógrafo. En la actualidad el Control Oficial Suizo de Cronómetros (COSC) es el organismo que certifica la mayor parte de los cronómetros fabricados. Durante al menos dos semanas, en diferentes posiciones y temperaturas, se prueba el comportamiento y diferencias obtenidas respecto a los criterios y desviaciones máximas permitidas. Los relojes certificados como cronómetros van acompañados normalmente de un atestado de cronometría y por una mención en la esfera. Según informa el COSC en su página web, se certifican como cronómetros entre 1,6 y 1,8 millones de relojes al año, lo que representa un 6 % de los relojes suizos exportados en igual período.

### Relojes de torres y campanarios
Antes de inventarse los relojes personales de pulsera y de bolsillo se inventaron relojes muy grandes de mecanismos complicados y pesados que se colocaban en lo alto de las torres y campanarios de los pueblos y ciudades para que los ciudadanos tuviesen conocimiento de la hora del día. A estos relojes se les conectaba a una campana grande y sonora y es la que iba indicando con un toque peculiar las horas y cuartos de hora cuando se iban cumpliendo. A lo largo de los años hay relojes de este tipo que se han hecho muy famosos, como el Gran Reloj de Westminster situado en la Torre de Isabel del palacio del Parlamento británico o el situado en la Puerta del Sol de Madrid.

### Relojes de salón

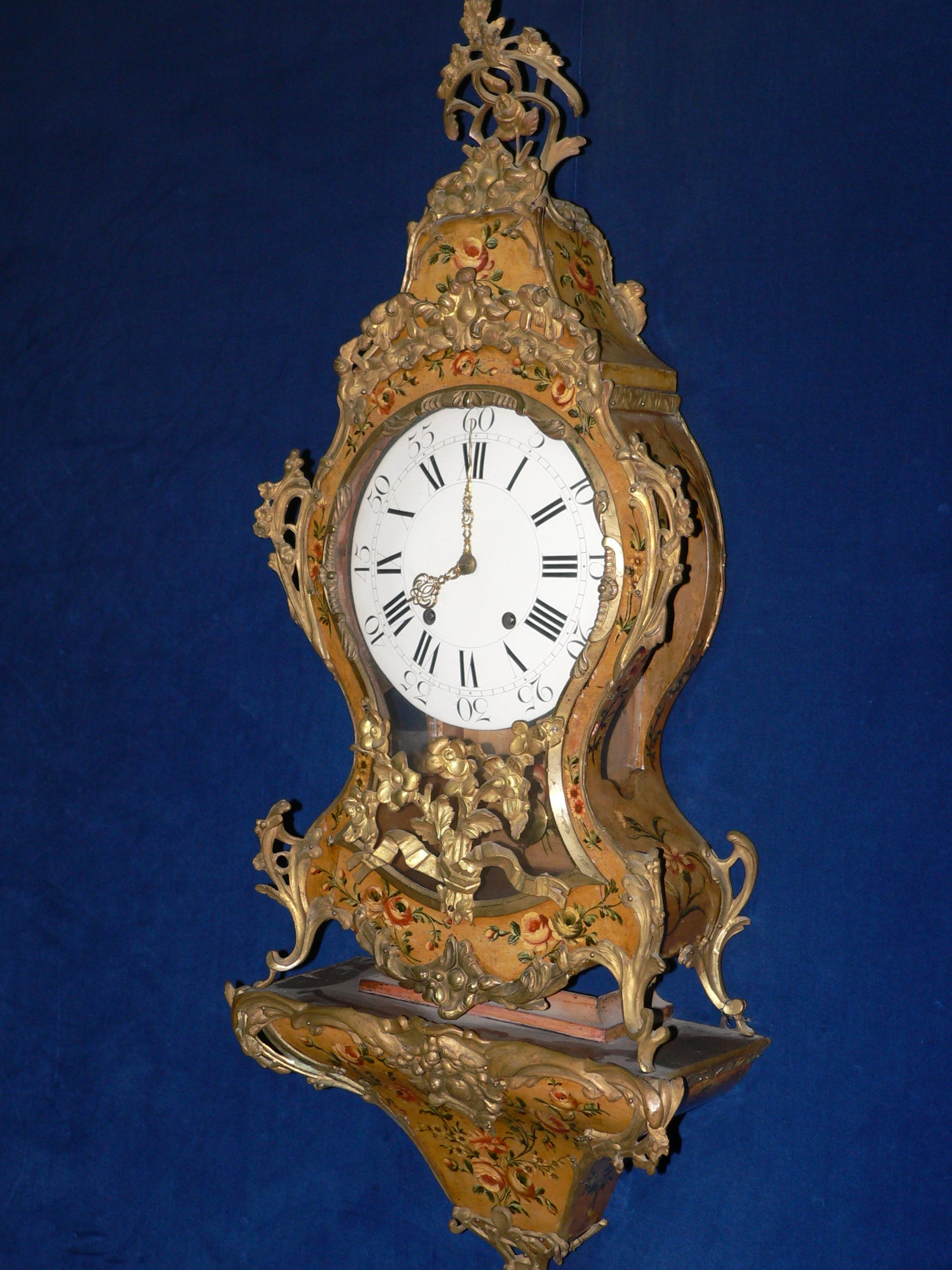
Reloj artístico de salón.

Los relojes han figurado durante siglos como piezas importantes en el amueblamiento de salones, para lo cual se construían con diversas formas decorativas. Prescindiendo del reloj de arena, que viene usándose desde las civilizaciones griega y romana para medir lapsos cortos y prefijados, los relojes fueron usados en cantidad muy pequeña hasta finales del siglo XIII o mediados del siglo XIV, época en la cual se inventó el motor de resorte o muelle real, difundiéndose el uso del reloj-mueble en el siglo XVI.
De esta época se conservan algunos ejemplares muy curiosos en los Museos del Louvre, Berlín y Viena, que tienen la forma exterior de un edificio coronado con una pequeña cúpula donde se halla el timbre o campana de las horas.

### El reloj de bolsillo

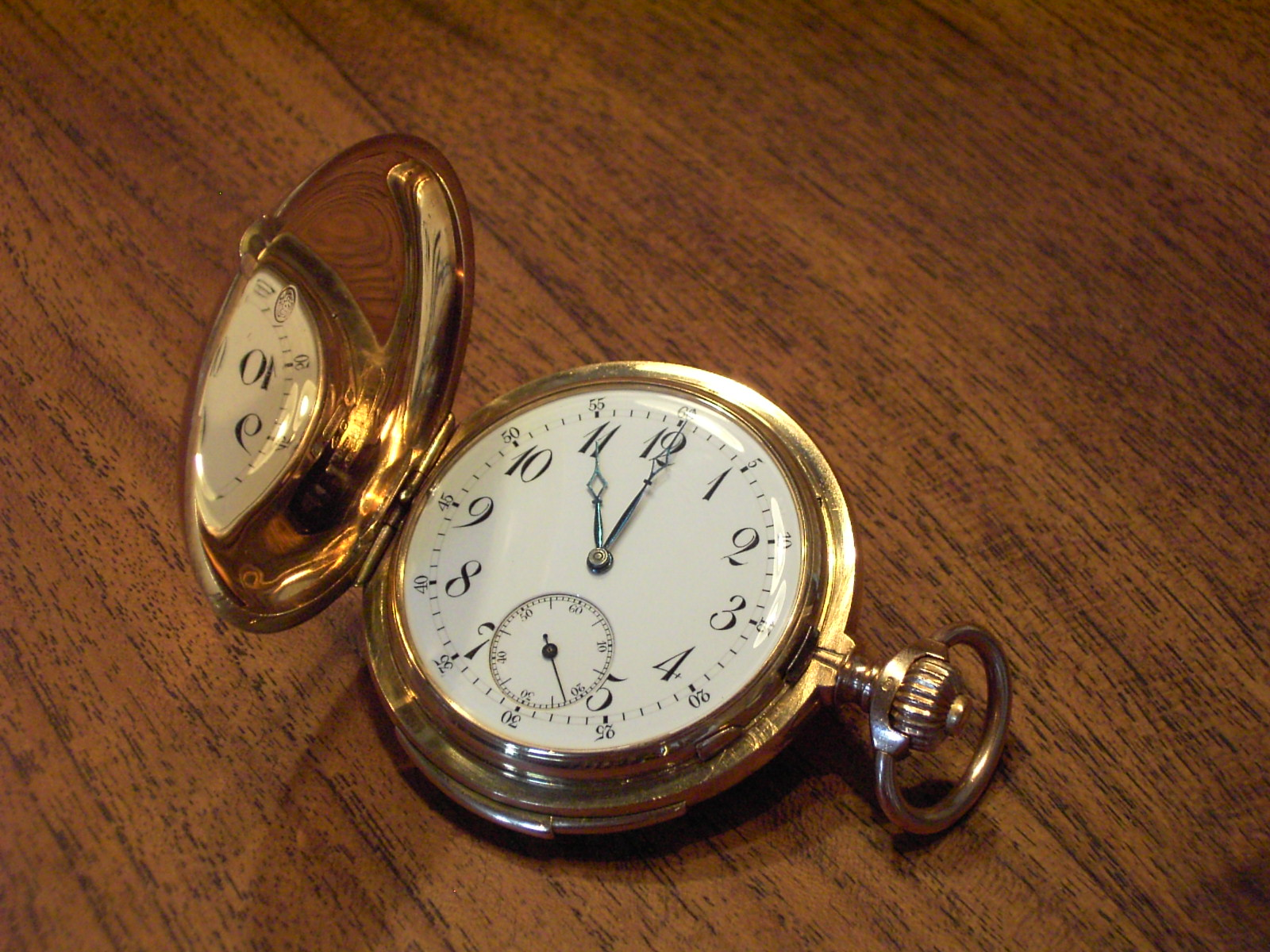
Reloj de bolsillo.

Los relojes de bolsillo se inventaron en Francia a mediados del siglo XV, poco después de aplicarse a la relojería el muelle espiral. Al principio tenían forma cilíndrica, variando mucho y con raros caprichos, y desde el comienzo del siglo XVI se construyeron en Núremberg con profusión y en forma ovoidea, de donde deriva el nombre de huevos de Núremberg, creyéndose inventados en esta ciudad alemana e italiana.

### Reloj atómico
Un reloj atómico es un tipo de reloj que para alimentar su contador utiliza una frecuencia de resonancia atómica normal. Los primeros relojes atómicos tomaban su referencia de un máser. Las agencias de normas nacionales mantienen una exactitud de 10−9 segundos por día y una precisión igual a la frecuencia del transmisor de la radio que bombea el máser.
Los relojes atómicos mantienen una escala de tiempo continua y estable, el Tiempo Atómico Internacional (TAI). Para uso cotidiano se difunde otra escala cronológica: el Tiempo Universal Coordinado (UTC). El UTC deriva del TAI, pero se sincroniza usando segundos de intercalación con el Tiempo Universal (UT1), el cual se basa en la transición día–noche según las observaciones astronómicas.

### Otros tipos

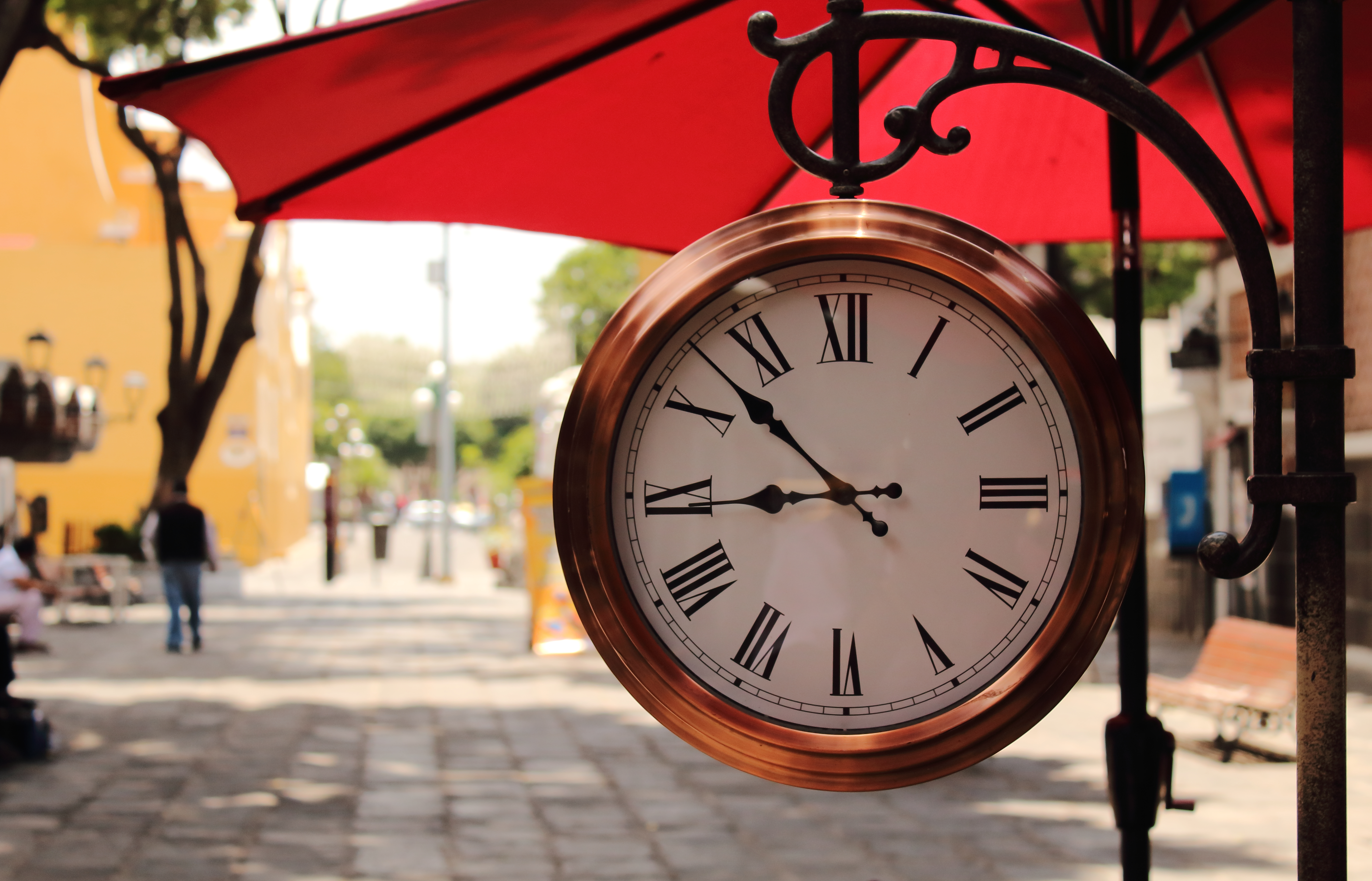
Reloj con números romanos.

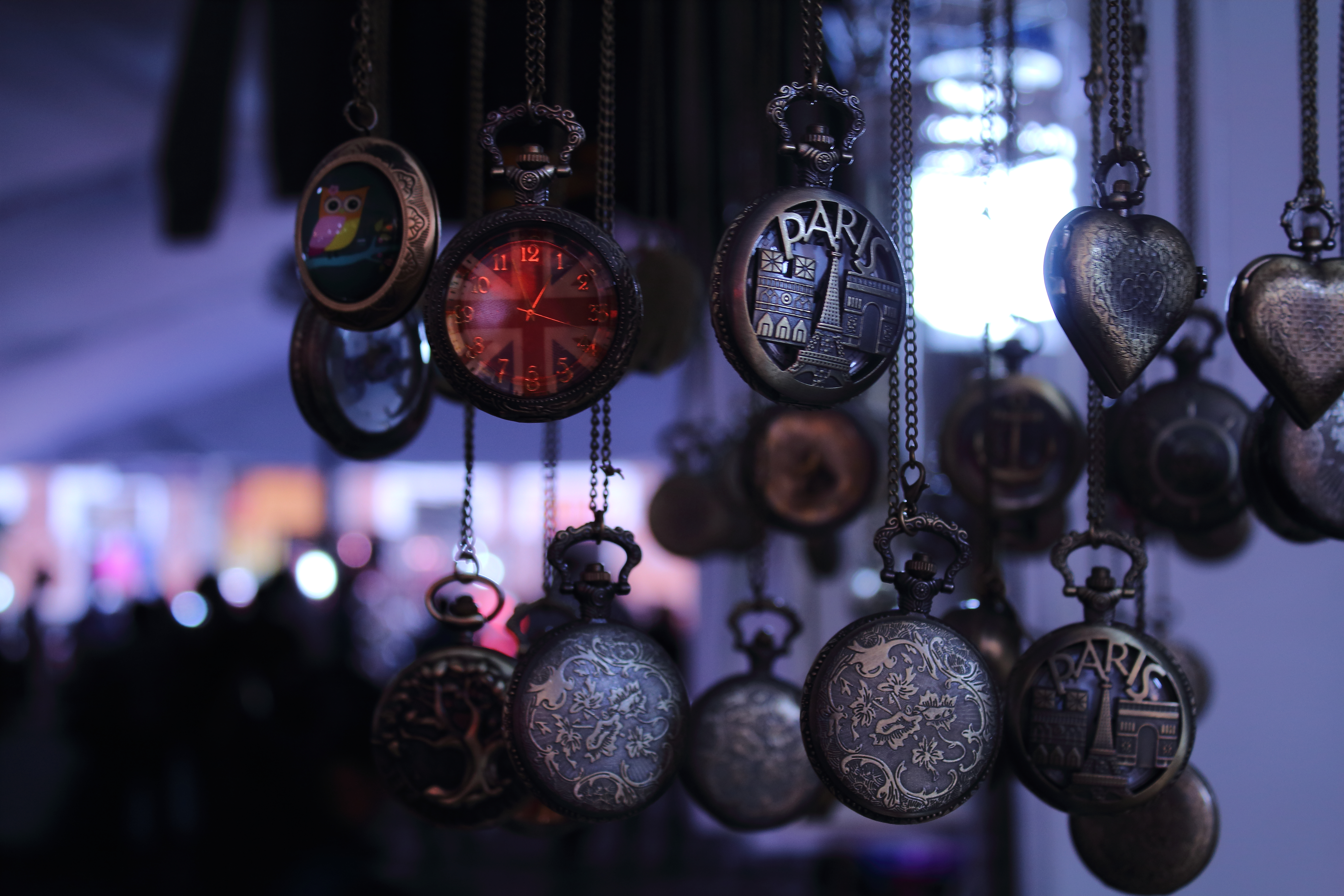
Venta de relojes de bolsillo en Puebla, México.

Otros tipos de relojes según su forma o empleo son:
- Reloj Atmos
- Reloj binario
- Reloj con energía solar
- Reloj de agua o clepsidra
- Reloj de ajedrez
- Reloj de arena
- Reloj de bolsillo
- Reloj de cuarzo
- Reloj de cucú o de cuco
- Reloj de diapasón
- Reloj de fuego
- Reloj de misa
- Reloj de péndulo
- Reloj de sol
- Reloj de trinchera
- Reloj de vapor
- Reloj de vela
- Reloj despertador
- Reloj digital
- Reloj electrónico
- Reloj inteligente
- Reloj Foliot
- Reloj japonés
- Metrónomo
- Taxímetro

## Partes del reloj

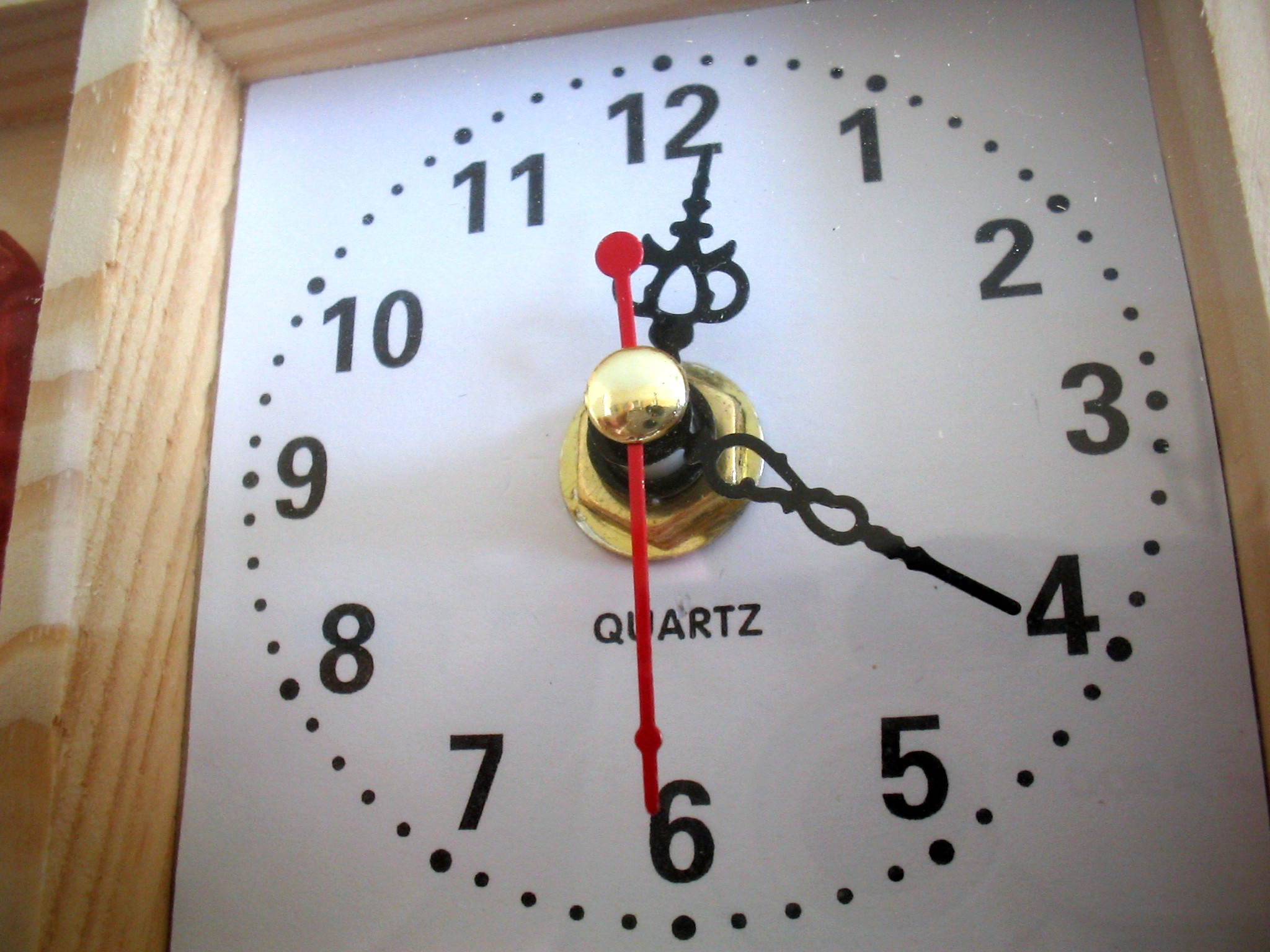
Esfera de un reloj de cuadro.

El reloj con esfera tradicional suele contar con manecillas para la hora, minutero (para los minutos) y segundero (para los segundos) y el horario (para la hora). Además, puede contar adicionalmente con despertador o calendario.

## Funcionamiento de los relojes electrónicos

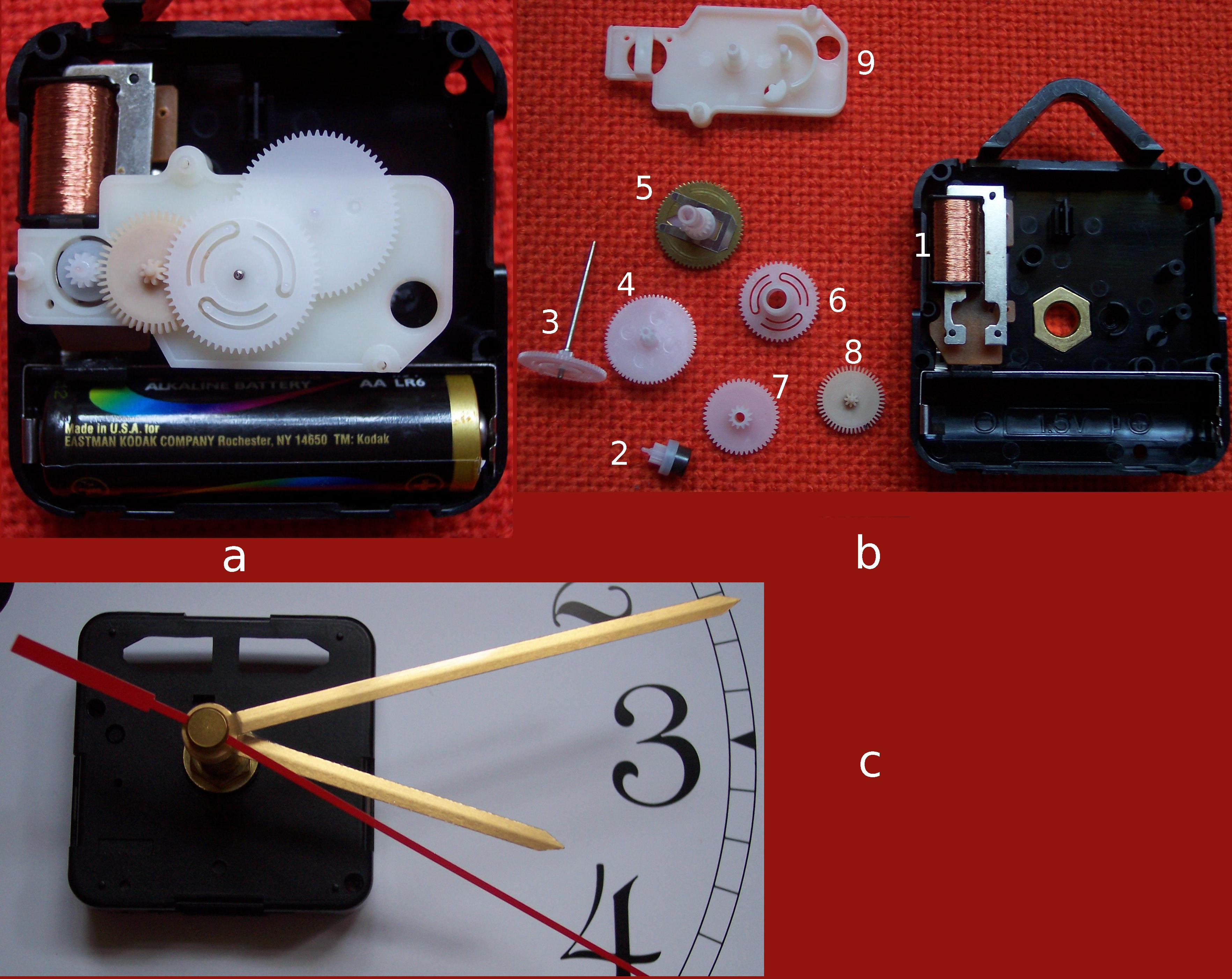
Reloj electrónico de engranajes.

Un reloj electrónico es un reloj en el que la base de tiempos es electrónica o electromecánica, al igual que la división de frecuencia. La exactitud del reloj depende de la base de tiempos, que puede consistir en un oscilador o en un adaptador que, a partir de una referencia, genera una señal periódica.
El divisor de frecuencia es un circuito digital formado por una sucesión de contadores hasta obtener una frecuencia de 1 Hz, que permite mostrar segundos. Si se quiere mostrar décimas, la división se detiene al llegar a los 10 Hz. Esta frecuencia pasa al módulo de presentación, que puede ser de carácter electrónico o mecánico, donde otros divisores van separando los segundos, minutos y horas para presentarlas mediante algún tipo de pantalla.

## Funcionamiento de los relojes mecánicos

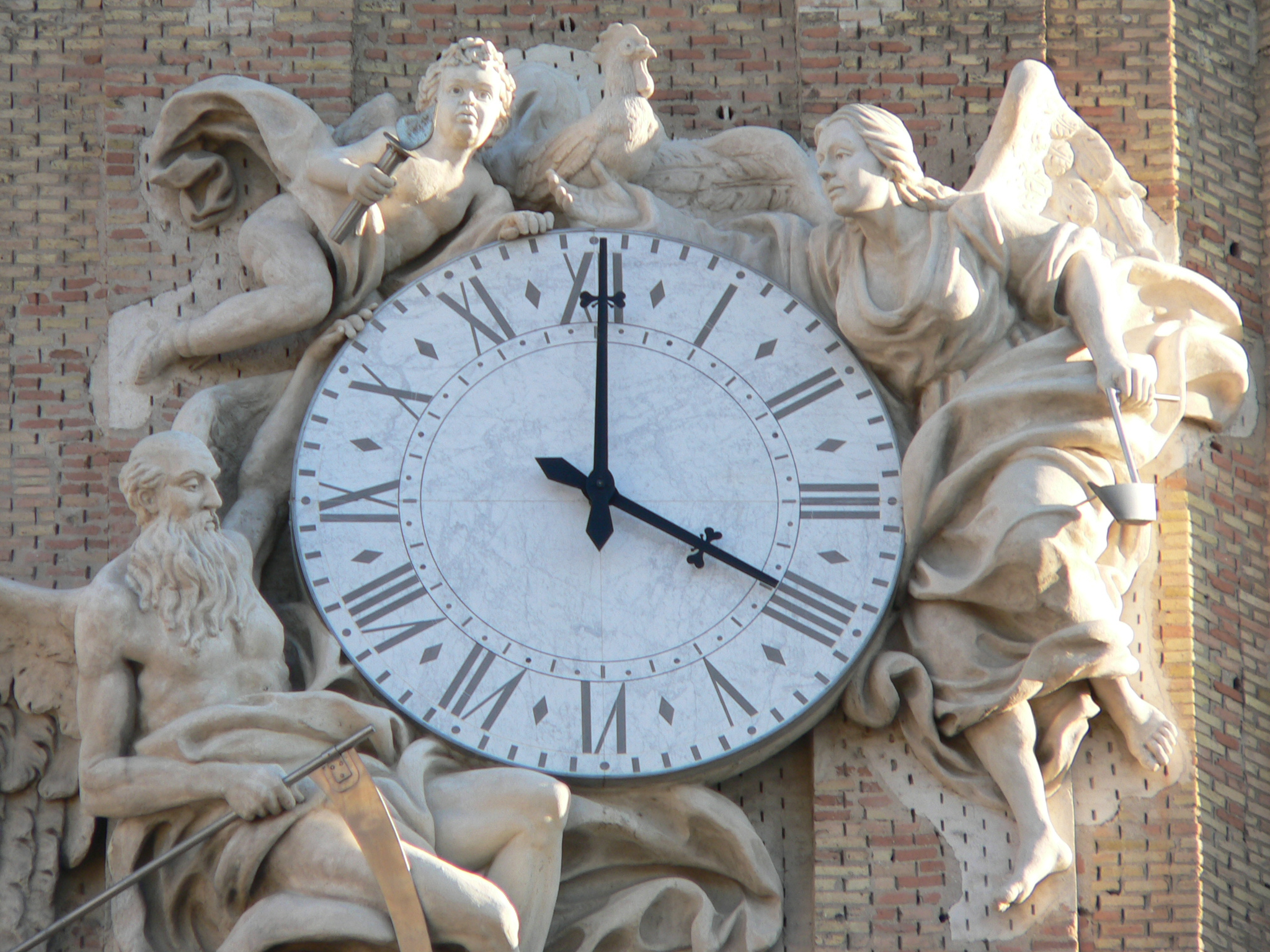
Reloj mecánico en la Torre de La Seo, Zaragoza, España.

Los relojes mecánicos carecen en la mayoría de los casos de componentes electrónicos; este tipo de relojes cuentan con un sistema mecánico fabricado generalmente en metal, en donde la fuerza motriz necesaria para poner en marcha la maquinaria es proporcionada por un muelle motor o por medio de pesas conectadas por cadenas o cables.
En la cultura popular es común referirse a la carga del muelle motor como «dar cuerda», no obstante este término es erróneo, y solo es aplicable a los relojes de pesas, en donde literalmente se le da cuerda a un cilindro dentro del reloj para que de esa manera continúe el descenso de la pesa que da vida al mismo. Dentro de un muelle motor se encuentra una banda o cinta de acero templado que, al enrollarse, genera una fuerza de torsión usada por el reloj para mover el mecanismo, bien sea la marcha o la sonería. Por medio de un tren de engranajes se reduce la fuerza y aumenta la velocidad, finalizando en una rueda dentada de manera especial, llamada rueda de escape, la cual conecta con una pieza llamada ancora. Esta pieza es la encargada de convertir el movimiento rotatorio de los engranajes en un desplazamiento lateral de izquierda a derecha que se trasmite a un volante o a un péndulo para proveerles la energía suficiente para oscilar. Es el contacto entre estas dos piezas, rueda de escape y ancora el que produce el famoso tic-tac. Finalmente, el péndulo o el volante marcan el paso del tiempo y se les conoce con el nombre de órgano regulador. El reloj usa sus oscilaciones o alternancias constantes para determinar el paso del tiempo: cuanto más preciso sea el mecanismo, menos variaciones habrá en la periodicidad de las oscilaciones.
Cabe resaltar que, aunque los relojes de pulsera, que usan volantes como órgano regulador, han logrado niveles de exactitud sorprendentes; el péndulo y su oscilación periódica regular continúan siendo el patrón de medición del tiempo u órgano regulador más exacto en los relojes mecánicos.
Normalmente el número de engranajes o ruedas que posee un reloj mecánico es consecuencia directa del tiempo estimado en el que el muelle o la pesa le proveerá energía suficiente para funcionar; así, si un reloj mecánico, por ejemplo un despertador, está construido para almacenar 24 horas de marcha, el número de ruedas será generalmente de cinco, desde el engranaje del muelle hasta la rueda de escape; por otro lado, si se trata de un reloj de pared, en donde la reserva de marcha está diseñada para durar 192 horas (ocho días), entonces se añadirá una rueda extra justo después del muelle motor para de esta forma aumentar la velocidad del mecanismo de escape en relación con la velocidad de rotación del muelle motor, expandiendo así la autonomía de funcionamiento del mecanismo, aunque en estos casos se requiere de muelles más poderosos, para compensar la pérdida de fuerza causada por el aumento en la relación de los engranajes; finalmente, la hora se muestra siempre en formato analógico, por medio de manecillas, que usan el giro de los engranajes internos, usualmente la rueda primera para los relojes de 1 día, y la rueda segunda para los de 8 días, para convertir el movimiento del tren de engranajes, controlado por el sistema de escape, en indicaciones comprensibles para las personas, quienes realizan la lectura de la hora fijándose en la posición de las manecillas frente a una escala horaria fija en el frente del reloj.
Cabe resaltar, que el minutero en el reloj mecánico, a diferencia del horario, no posee un tren de engranajes independiente que ajuste la relación para marcar la hora, este se encuentra fijo a la rueda que usualmente engrana con el muelle motor, dicha rueda posee un eje que sobresale, en frente de la maquinaria, y que es de hecho el eje conocido como “cañón”, donde se conecta el minutero, por lo tanto esta rueda gira una vez cada 60 minutos exactamente, el cañón horario realiza una reducción de velocidad, usando un pequeño tren de engranajes ubicado en la parte frontal del reloj justo entre el minutero y el horario, la relación entre ambos sería entonces de 1/12, en donde por cada vuelta de la manecilla horaria, la minutera ha debido girar 12 veces, este mecanismo también se encuentra en todos los relojes electrónicos con lectura analógica.

## Base de tiempos

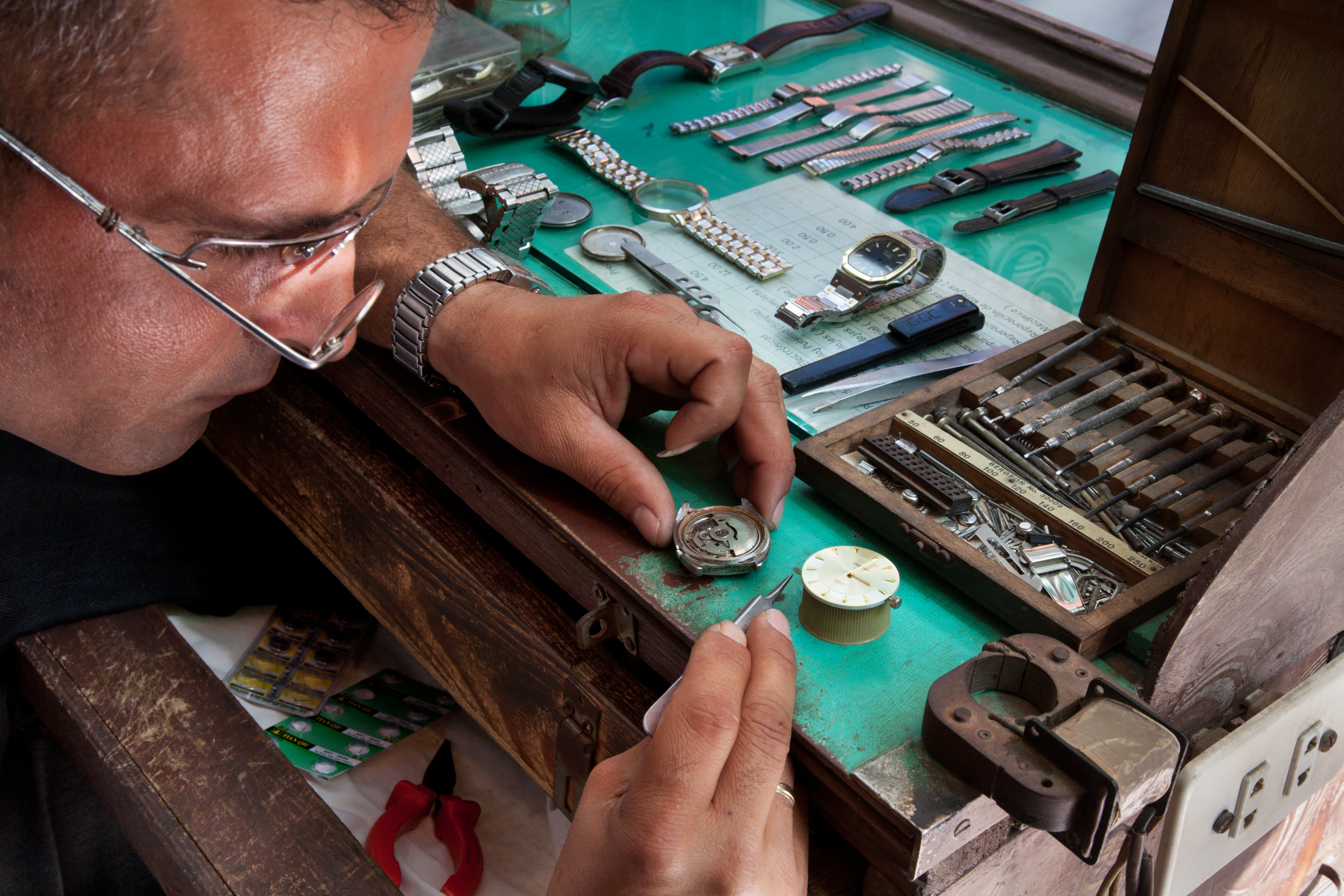
Relojero.

El tipo de base de tiempos utilizada es tan importante que suele dar nombre al tipo de reloj. Las más habituales son:
- Patrón red. No tiene oscilador y utiliza como referencia los 50 Hz (o 60 Hz) de la red. Es la más simple, pero es bastante exacta a medio plazo, pues las alteraciones en la frecuencia de red suelen compensarse a lo largo del día. Tiene dos inconvenientes importantes:
  - Necesita una señal “limpia”, para lo cual se suele filtrar antes de aplicarla a los contadores.
  - Necesita la red, lo que no permite su utilización portátil y además, frente a un corte de luz, pierde la hora. Existen modelos que incluyen un oscilador y pilas o baterías, de modo que el oscilador y los contadores siguen funcionando durante el corte, con lo que no se pierde la hora.
- Emisora patrón. La base de tiempos viene a ser algún tipo de PLL, enganchado con alguna de las emisoras horarias. Se ponen en hora solos y cambian al horario de invierno o verano de forma autónoma. Su inconveniente es que necesita la señal horaria, de modo que en zonas “oscuras” no presenta mayores ventajas.
- Reloj de diapasón. El oscilador está controlado por un diapasón intercalado en el lazo de realimentación. Ya ha caído en desuso, pero en su momento eran de gama alta, y Bulova, por ejemplo, disponía de relojes de diapasón de pulsera.
- Reloj de cuarzo. Sustituye el diapasón por un resonador de cuarzo, habitualmente a 32768 Hz, por ser potencia exacta de dos, lo que simplifica el divisor de frecuencia. Por su estabilidad y economía ha desplazado a todos los otros tipos de reloj en las aplicaciones habituales.
- Reloj atómico (amoníaco, cesio, etc.) Se basa en incluir en el lazo de realimentación una cavidad con moléculas de la sustancia adecuada, de manera que se excite la resonancia de alguno de sus átomos.

El reloj mecánico se basa en un pulsador que puede ser de 1 Hz o submúltiplo. Por lo general este pulsador era un mecanismo de escape mecánico en el cual la energía almacenada en un muelle era liberada de manera constante y lenta. El sonido de tic-tac del reloj corresponde a este sistema de escape que es el responsable de generar la base de tiempo del reloj y brinda movimiento al segundero; tanto el minutero como el horario son movidos mediante trenes de engranajes que transforman la relación del segundero en 1/60 para el minutero y de este 1/60 para el horario (ver imagen).
Un reloj digital consta de un oscilador, generalmente de cuarzo el cual, mediante divisor de frecuencia, a similitud de los trenes de engranajes, genera las señales de 1 Hz, 1/60 Hz y 1/3600 Hz para el segundero, minutero y horario respectivamente. En este caso los distintos pulsos eléctricos pasan a 3 contadores en cascada que se corresponden en la pantalla a los segundos, minutos y horas respectivamente. Estos contadores están acoplados para permitir la secuencia necesaria de conteo y de señalización entre un contador y otro, a saber 0 al 59 para los segundos y los minutos y 0 a 24 o 1 a 12 para las horas, según el diseño particular o la configuración en modelos que permiten ambas.